# إرني لاينز
إرني لاينز (بالإنجليزية: Ernie Lyons)‏ مواليد 5 مارس 1914 في جزيرة أيرلندا - الوفاة 07 فبراير 2014 في مقاطعة كيلدير، جزيرة أيرلندا، كان متسابق دراجات نارية أيرلندي. نافس في سباقات بطولة العالم لفئة 500 سي سي ولفئة 350 سي سي ولفئة 50 سي سي. كما شارك في كأس جزيرة مان السياحية.